# Gåsören (vid Pirlax, Borgå)
Gåsören är en ö i Finland. Den ligger i Finska viken och i kommunen Borgå i den ekonomiska regionen  Borgå i landskapet Nyland, i den södra delen av landet. Ön ligger omkring 53 kilometer öster om Helsingfors.
Öns area är 0,6 hektar och dess största längd är 190 meter i nord-sydlig riktning.